# Босівка (річка)
Босівка — річка в Україні у Звенигородському районі Черкаської області. Права притока річки Свинотопки (басейн Південного Бугу).

## Опис
Довжина річки приблизно 9,30 км, найкоротша відстань між витоком і гирлом — 7,37  км, коефіцієнт звивистості річки — 1,26 . Формується декількома струмками та загатами.

## Розташування
Бере початок на північній стороні від села Шубині Стави. Спочатку тече переважно на північний схід через село Босівку, далі тече переважно на північний захід і у селі Погибляк впадає у річку Свинотопку, праву притоку річки Гнилого Тікичу.

## Цікаві факти
- У селі Босівка річку перетинає автошлях Т 2403[3] (територіальний автомобільний шлях у Черкаській та Київській областях).
- На річці існують водокачка, газгольдери та газові свердловини[4], а у XIX столітті — вітряний млин[1].